# Оса (гранатомёт)
М-79 Оса — югославский и македонский ручной противотанковый гранатомёт, состоящий на вооружении нескольких стран возникших после распада Югославии.

## Технические характеристики

### Ракета
- Масса реактивной гранаты: 3,5 кг
- Масса контейнера с гранатой: 5,1 кг
- Длина ракеты: 672 мм
- Длина контейнера с гранатой: 735 мм

## Применение
Противотанковый гранатомёт «Оса» может эффективно поражать вражеские цели. Благодаря кумулятивным снарядам и возникновению пьезоэлектрического эффекта в них возможно уничтожение бронетехники с толщиной брони до 400 мм. Эффективно поражает бронетехнику на расстоянии 350 метров, другие цели на расстоянии до 600 метров. Максимальная дальность поражения — 1350 метров.
Максимальный угол подъёма — 70 градусов. Возможна установка оптического прицела типа CN-6 3.5x с горизонтальным углом обзора 10°.